# داماد (فیلم ۱۹۹۳)
داماد (به انگلیسی: Son in Law) فیلمی محصول سال ۱۹۹۳ و به کارگردانی استیو رش است. در این فیلم بازیگرانی همچون پالی شور، لین اسمیت، کارلا گوجینو، تیفانی تیسون، سیندی پیکت، میسون آدامز، دنیس بارکلی، آدام گلدبرگ، فلی و برندن فریزر ایفای نقش کرده‌اند.